# تاواکانوو
تاواکانوو (انگلیسی: Tavakanovo) یک شهرک در شهرستان کوگارچینسکی جمهوری باشقیرستان در کشور روسیه است.